# 松永文庫
松永文庫（まつながぶんこ）は、福岡県北九州市門司区の旧大連航路上屋内にある映画・芸能資料館。正式名称は北九州市立映画・芸能資料館「松永文庫」。大正期から現在まで、約100年におよぶ映画資料等5万点超を所蔵する資料館である。松永武による私設図書館として開館し、2009年（平成21年）からは北九州市が運営を担っている。

## 歴史

### 自宅での公開（1997年～2009年）
松永武（まつながたけし、1935年 - 2018年10月14日）は福岡県門司市出身であり、19歳の時に映画監督になるべく京都市に向かった。その後は北九州市門司区長谷に居住し、海運関係の仕事を行いながら、趣味として映画・芸能関係の資料を収集していた。定年退職後の1997年（平成9年）10月、自宅を改装して私設図書館の松永文庫を開館させ、映画・芸能関連の資料を公開した。

### 門司市民会館時代（2009年～2013年）
高齢の松永は個人での資料整理や保存が難しくなり、2009年（平成21年）11月には全ての資料を北九州市に寄贈した。北九州市は門司区老松町の門司市民会館に資料館「松永文庫」を設け、北九州市による文化施設として一般公開した。市立化に際して北九州市立文学館館長の佐木隆三は、「門司港レトロ地区にはコアになるものがなかった気がするが、これで魂が入ったと思う」と評している。

### 旧大連航路上屋時代（2013年～）
2013年（平成25年）7月、門司港レトロに旧大連航路上屋が開館し、「松永文庫」は門司市民会館から旧大連航路上屋に移転した。この際には資料整理と研究を行う学芸員が配置された。
2016年（平成28年）5月、松永武は第25回日本映画批評家大賞特別賞を受賞した。2017年（平成29年）、松永武は文化庁地域文化功労者表彰を受けた。
松永武は肺癌を患い、2018年（平成30年）10月14日に門司区内の病院で死去した。

## 展示

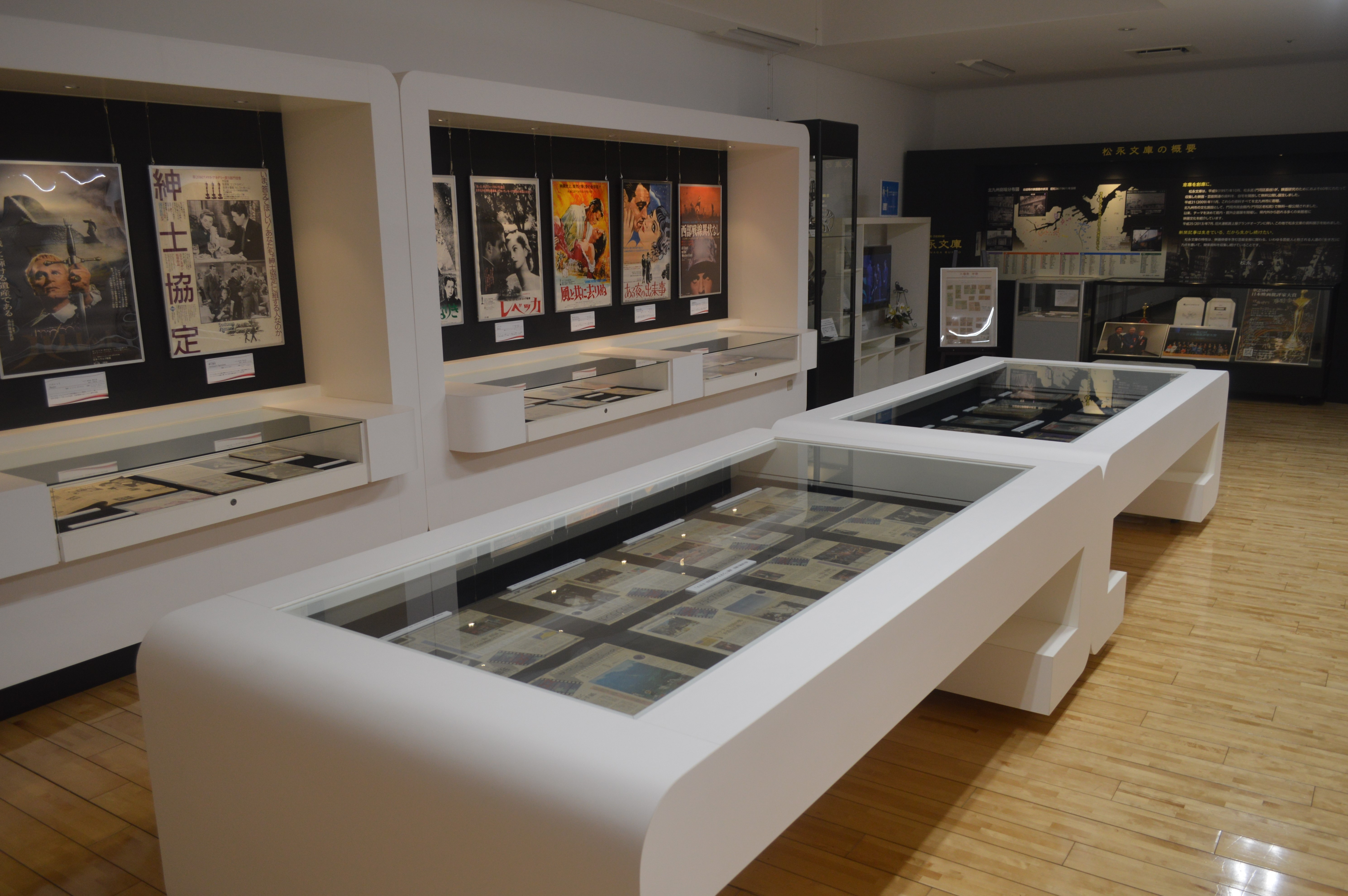
展示室

定期的に企画展を開催しているほか、マンスリーシアターという上映会を開催している。

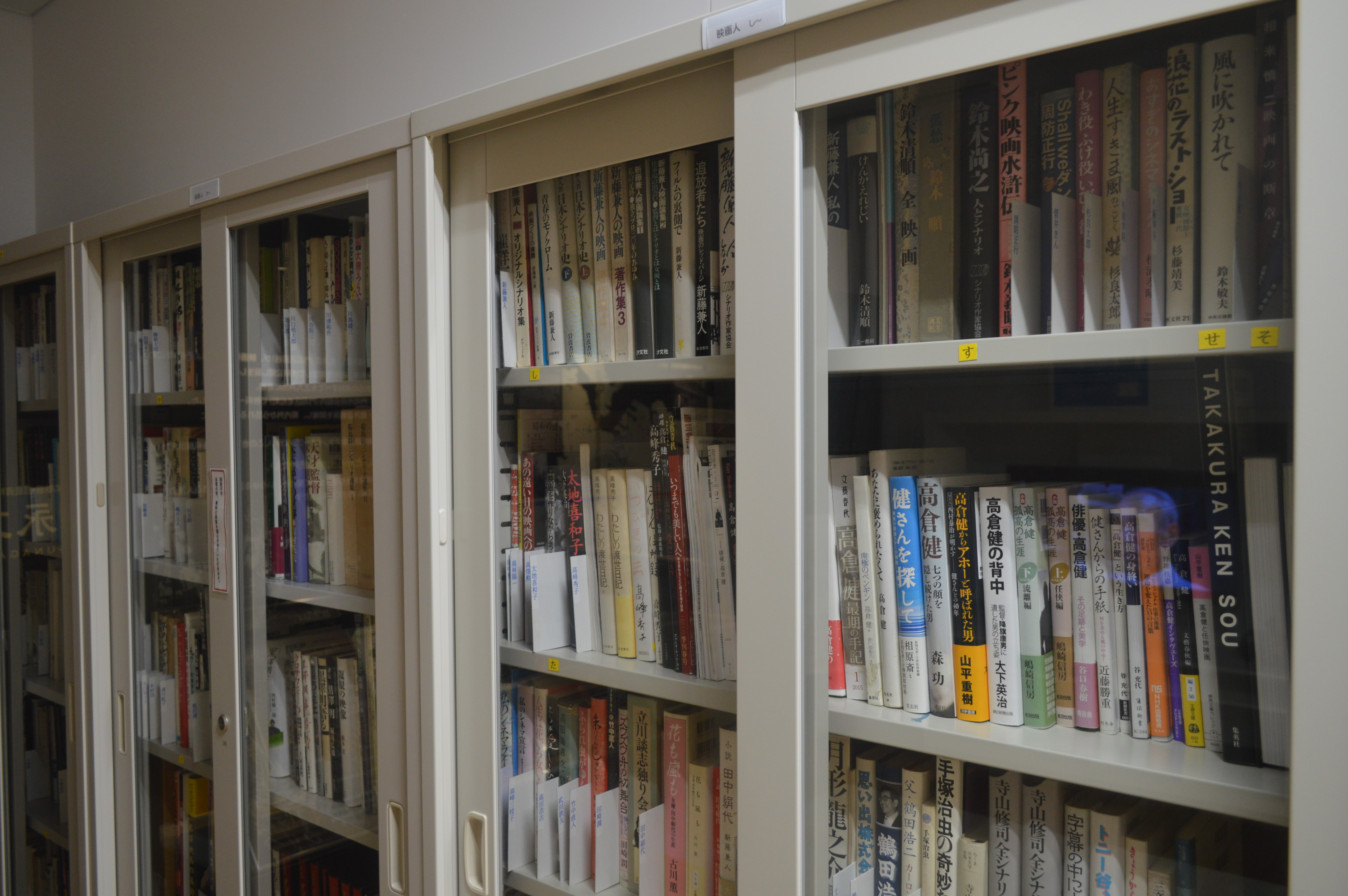
映画・芸能関連書籍
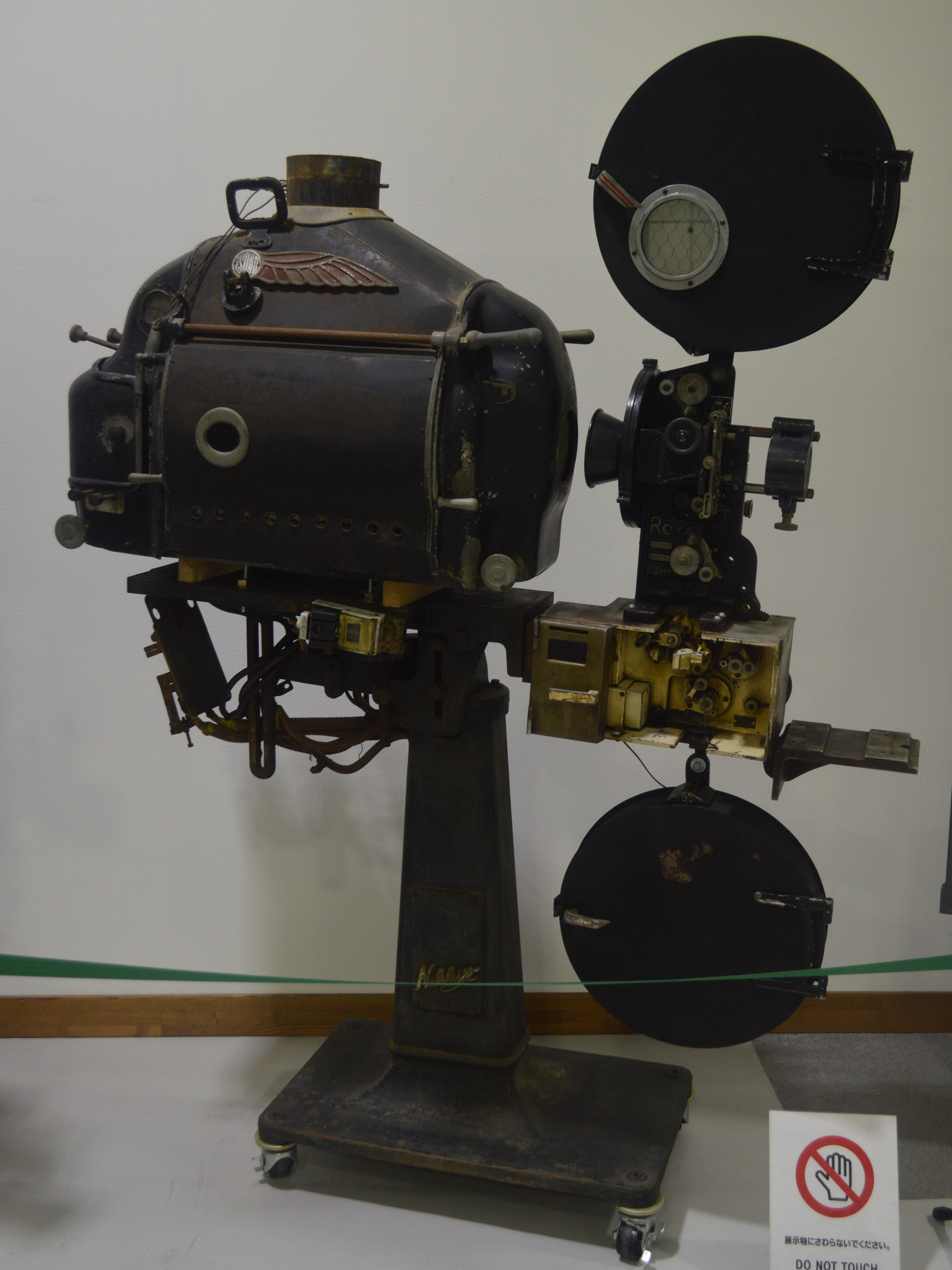
カーボン式35mm映写機（愛知県足助町 足助劇場）
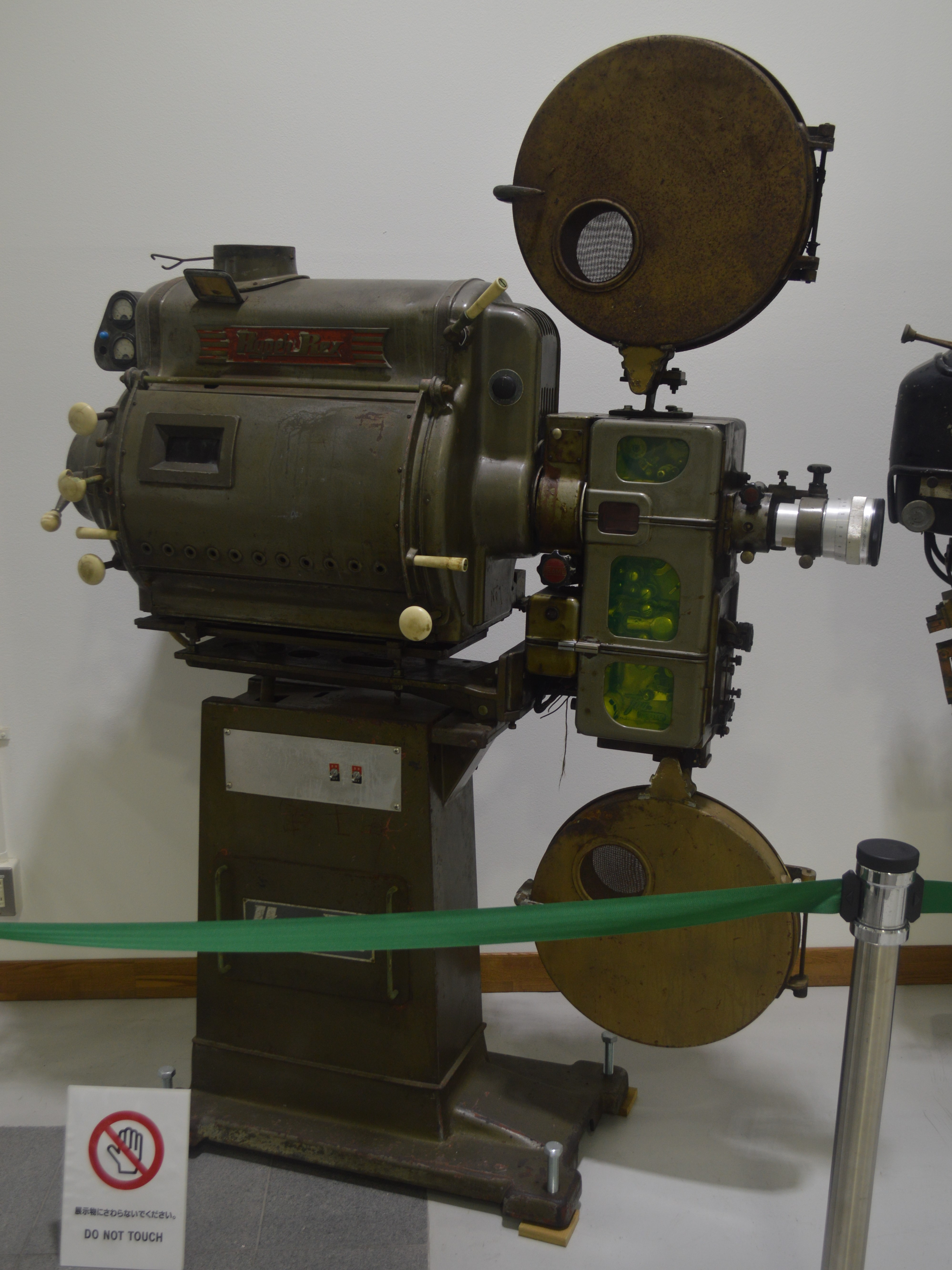
カーボン式35mm映写機（岡山県和気町 富士映劇）

## 受賞
- 2016年 - 第25回日本映画批評家大賞特別賞[4]
  - 松永武の没後の2019年（令和元年）、日本映画批評家大賞は松永の名を冠した「特別賞（松永武賞）」を創設した。「愛や志で日本映画の活性化に尽力」した個人、団体に贈られる[6]。
- 2017年 - 文化庁地域文化功労者表彰[5]